# May-ya-moto
May-ya-moto (swahili för hett vatten) är ett område med heta källor och fumaroler i Kongo-Kinshasa. Det ligger i provinsen Norra Kivu, i den östra delen av landet, 1 600 km öster om huvudstaden Kinshasa.